# رانشي
رانشي /ˈr[invalid input: 'ah']ntʃi/ (باللغة الهندية राँची ) هي عاصمة الولاية الهندية جهارخاند. وكانت مدينة رانشي مركز حركة جهارخاند لإقامة دولة منفصلة للمناطق القبلية في ولاية بيهار الجنوبية وأوريسا الشمالية وغرب بنغال الغربية وشرق ولاية تشاتيسغار الحالية. وتم إنشاء ولاية جهارخاند في 15 من نوفمبر 2000م من خلال ضم تقسيمات ولاية بيهار المتمثلة في شوتا ناجبور وسانتال بارجاناس.
واسم رانشي يأتي من قرية آرشي الآورانية التي كانت موجودة في الموقع. وكلمة آرشي مشتقة من الكلمة الآورانية التي تعني بستان الخيزُران أو الهراوة. ووفقًا للأسطورة، بعد مشادة كلامية مع الروح، ضرب أحد المزارعين الروح بهراوة الخيزُران أو الآرشي. وصاحت الروح آرشي، آرشي، آرشي ثم اختفت؛ وأصبحت آرشي راشي وراشي باتت رانشي. وأحد الأحياء الهامة تاريخيًا هو دوراندا (Doranda) ('duran' 'दुरङ' تعني أغنية و'daah' 'दअः' تعني المياه في لغة مُنداري)، بين نهري هينو (Bhusur) وهارمو، الذي تم فيه تدمير المحطة المدنية والخزانة العامة والكنيسة التي تم إنشاؤها من قِبل الراج البريطاني على يد القوات المتمردة أثناء ثورة الهند. وتحدد مدينة رانشي الحالية حدود موقع قرية آرشي القديمة.

## المناخ
يظهر الجدول التالي التغييرات المناخية على مدار السنة لرانشي:
| البيانات المناخية لـرانشي         | البيانات المناخية لـرانشي | البيانات المناخية لـرانشي | البيانات المناخية لـرانشي | البيانات المناخية لـرانشي | البيانات المناخية لـرانشي | البيانات المناخية لـرانشي | البيانات المناخية لـرانشي | البيانات المناخية لـرانشي | البيانات المناخية لـرانشي | البيانات المناخية لـرانشي | البيانات المناخية لـرانشي | البيانات المناخية لـرانشي | البيانات المناخية لـرانشي |
| الشهر                             | يناير                     | فبراير                    | مارس                      | أبريل                     | مايو                      | يونيو                     | يوليو                     | أغسطس                     | سبتمبر                    | أكتوبر                    | نوفمبر                    | ديسمبر                    | المعدل السنوي             |
| --------------------------------- | ------------------------- | ------------------------- | ------------------------- | ------------------------- | ------------------------- | ------------------------- | ------------------------- | ------------------------- | ------------------------- | ------------------------- | ------------------------- | ------------------------- | ------------------------- |
| متوسط درجة الحرارة الكبرى °م (°ف) | 23.6 (74.5)               | 26.3 (79.3)               | 31.5 (88.7)               | 35.6 (96.1)               | 36.8 (98.2)               | 33.4 (92.1)               | 29.8 (85.6)               | 29.2 (84.6)               | 29.4 (84.9)               | 28.9 (84.0)               | 26.5 (79.7)               | 24.0 (75.2)               | 29.3 (84.7)               |
| المتوسط اليومي °م (°ف)            | 16.7 (62.1)               | 19.5 (67.1)               | 24.2 (75.6)               | 28.4 (83.1)               | 30.1 (86.2)               | 28.5 (83.3)               | 26.3 (79.3)               | 25.8 (78.4)               | 25.6 (78.1)               | 23.4 (74.1)               | 20.1 (68.2)               | 17.0 (62.6)               | 23.8 (74.8)               |
| متوسط درجة الحرارة الصغرى °م (°ف) | 9.8 (49.6)                | 12.6 (54.7)               | 16.8 (62.2)               | 21.2 (70.2)               | 23.3 (73.9)               | 23.5 (74.3)               | 22.7 (72.9)               | 22.4 (72.3)               | 21.8 (71.2)               | 18.6 (65.5)               | 13.6 (56.5)               | 9.9 (49.8)                | 18.0 (64.4)               |
| الهطول مم (إنش)                   | 16.7 (0.66)               | 21.2 (0.83)               | 25.0 (0.98)               | 21.8 (0.86)               | 61.7 (2.43)               | 249.4 (9.82)              | 336.6 (13.25)             | 319.1 (12.56)             | 247.3 (9.74)              | 76.6 (3.02)               | 10.8 (0.43)               | 11.6 (0.46)               | 1٬397٫7 (55.03)           |
| المصدر: IMD                       |                           |                           |                           |                           |                           |                           |                           |                           |                           |                           |                           |                           |                           |

## توأمة
لرانشي اتفاقيات توأمة مع:
- مدينة مكسيكو

## أعلام
- جيسي ستريت
- سوريش بابو
- ماهيندرا دوني
- ديبيكا كوماري
- نيرمالا جوشي